# ضرغط
ضرغط أو ضرغد وتقع غربي مدينة حائل بـ 200 كم، تأسست في القرن الثالث عشر الهجري وهي حاليا مركز من فئة (أ).

## عنها
جاء في المعجم الجغرافي وصفها: وادي يقع في الجزء الشمالي الشرقي من حرة فدك، المعروفة بحرة خيبر، ويطلق على تلك الناحية حرة ليلى وحرة ضرغد ويقع شمال الحائط، فدك قديما. وتحدها قرية المصع وضريغط.

## الموقع الجغرافي
تقع جنوب غربي منطقة حائل، بـ 170 كم، عبر طريق سقف و210 كم عبر طريق حائل الشملي ويحدها جنوب شرق منجم ضرغط وقرية ضريغط ويحدها شمال غرب قرية المصع وحرة ضرغد وتشتهر بأبرز جبلين بها وهو جبل حميراء والعبيل الذي يحتوي على المغنيزايت.

## جاء في وصفها
وادي يقع في الجزء الشمالي الشرقي من حرة فدك، المعروفة بحرة خيبر، ويطلق على تلك الناحية حرة ليلى وحرة ضرغد ولابة ضرغد وشمال الحائط تسمى فدك قديما. وتحدها قرية المصع وضريغط وجبل حميراء.

## ضرغط عبر التاريخ
فقد ذكر طرفة بن العبد في معلقته الشهيره والتي علقت على الكعبة المشرفه قديماً ويقول فيها في أحد ابياته:
فذرني وخلقي وإني لك شاكر
ولو حلّ بيتي نائياً عند ضرغد.
ضَرْغَدٌ :
```
قال 
عامر بن الطفيل
:
```

فَلأَبْغِيَنَّكُمُ قَناً وعُوَارِضاً ... ولأُقْبِلَنَّ الخَيْلَ لابَةَ ضَرْغَد 
أَي لأَطْلُبَنَّكُم . وَقناً وعُوَارِضٌ : مَوْضِعَانِ 
واللاَّبَةُ : حَرَّةُ ضَرْغَدُ : وهي حَرَّةٌ لِغَطَفَانَ.
```
وفي التهذيب في ضرغط: 
```

قيل في ضَرْغَطٌ: اسم جَبَلٍ وقيل مَوْضِعُ ماءٍ ونَخْل 
ويقال له أَيضاً : ذو ضَرْغَدٍ

## المناخ
مناخها من مناخ منطقة حائل ففي نهار فصل الصيف حار، وتتراوح درجات الحرارة ما بين 25 إلى 38 درجة مئوية، ومع غروب الشمس تنخفض درجات الحرارة ويصبح المناخ معتدل. أما في فصل الشتاء، فالطقس بارد تنخفض فيه درجات الحرارة إلى درجات ما دون الصفر، وتسقط الأمطار في فصلي الشتاء والربيع. تهب على المنطقة خلال العام رياح مختلفة الاتجاهات لايتجاوز متوسط سرعتها 10كم/ساعة ولعل أفضل موسم لزيارة المنطقة هو فصل الربيع حيث يكون الجو معتدل مع سقوط الأمطار.

## الخصائص الاقتصاديه
تعتبر مركزاً خدمياً هاماً على مستوى القرى ويبلغ عدد التوابع قرابة 13 هجره والعديد من المراكز ويعتبر النشاط الرائد في المدينة هو الزراعة حيث تنتشر الأراضي الصالحة للزراعة مع الوفرة النسبية للمياه، إلا إن نشاط الرعي وتربية الماشية ليس جيدة جداً فالغالب الاعتماد على الاعلاف، ونذكر الجانب الخدمي للقريه وهو توفر بعض الخدمات الأساسية مثل الإمارة ومركز الرعاية الصحيه الاوليه ومجمع المدارس للأبناء والبنات بجميع مراحله ووجود مكتب خدمي بلدي إلى جانب جميعة البر الخيريه وبعض الانشطه التجاريه.